# Leges libitinariae
Die Leges libitinariae (abgeleitet von der römischen Göttin des Todes, der Leichen und der Bestattungen, Libitina) waren Bestattungsgesetze der antiken kampanischen Städte Puteoli und Cumae. Differenziert wird zwischen der lex Puteolana und der lex Cumana.
Beide Gesetze stammen vornehmlich wohl aus augusteischer Zeit, was für den Stein in Puteola und die Vorderseite des Steins in Cumae gilt. Für die Rückseite des Steins in Cumae, wird die Inschrift in die flavische Zeit datiert. Die leges sind in Bruchstücken überliefert und wurden erstmals 1966/67 publiziert und kommentiert. Kurz nach der Jahrtausendwende wurden die Gesetze erneut einer grundlegenden wissenschaftlichen Überprüfung unterzogen.
Nach vorherrschender Meinung war die lex Puteolana ursprünglich auf fünf inschriftliche Kolumnen verteilt und ist heute zu etwa einem Viertel erhalten. Von den beiden ersten Kolumnen sind keine Teilstücke verblieben, jedoch wird davon ausgegangen, dass darin die Zuständigkeiten und Bereitstellungen für die Begräbnisse, gegebenenfalls auch die Zuschlagserteilung bei Auktionen für eine Versteigerung (locatio) bei ausfallender privater Einigung, Teilnahmebedingungen, Tarife und die Stellung von Sicherheiten reglementiert waren. Da die erhaltene Rechtssubstanz für Gewissheiten zu wenig hergibt, unterliegt die Gesetzesinterpretation im Ganzen Spekulationen. Der fragmentarische Rest des Titels „]co libitina[“ wird gleichwertig ergänzt durch die Vorschläge „[De munere publi]co libitina[rio]“ beziehungsweise „[De publi]co Libitina[e]“. Dabei wird sichtbar, dass die Gesetze, neben der fiktiven Titelergänzung, deutliche Hinweise auf die Konzeption der Ausübung eines öffentlichen Amts des Bestatters, sowie dessen Funktion im öffentlichen Interesse (munus publicum) enthalten. Modern gesprochen, legen die leges zum Bestattungswesen eine öffentliche Aufgabe der Daseinsvorsorge nahe, wofür der Charakter der Drittwirkung sprechen könnte, denn gestützt wird dieser Eindruck durch die aufgestellten wechselbezüglichen Regeln über die Haftung und Prozesse zwischen dem „Unternehmen“ (manceps) und den „Privaten“ als Auftragnehmer. Hinzu kommen dann noch weitere stützende Informationen über die Organisation zu einer Gesellschaft zusammengeschlossener Publikaner (societas publicanorum). Im modernen Sinne könnte der Vergleich zu einer Beleihung Stand halten. Ungeklärt bleibt indes, inwieweit der Grundsatz der „Privatlast“, Kehrseite des Vertragstyps der locatio conductio, tatsächlich durchbrochen wurde.
Der nur noch dürftige Informationen liefernde Inschriftenstein der lex Cumana wurde zweiseitig beschrieben und trägt zwei Gesetze, die auf zwei verschiedene kaiserliche Zeitabschnitte zurückgehen. Das jüngere könnte ein flavisches Reformgesetz gewesen sein, das den spärlichsten Zustand aufweist. Die Rekonstruktion ergibt „De munere libitinario. – De --- et de iis qui in oppido (?) et iis qui interritorio decesserint (oder: efferuntur)“, worin ebenfalls ein Hinweis auf die Bedingungen von Beerdigungen zu erkennen ist. Auch diese lex – die Vorderseite des Steins – deutet auf das zuvor ausgeführte öffentlich-rechtliche Aufgabenspektrum hin.
Beide Rechtsquellen gelten insoweit noch als problematisch, als die Einordnung ihrer formalen Qualitäten zu einer Doppeldeutigkeit führt. Unklar ist Experten, ob sie als standortgebundene leges locationis zu bestimmen sind, oder ob sie als regional wirksame leges coloniae betrachtet werden müssen. Eine scharfe Abgrenzung der Kategorien unterbleibt letztlich deshalb, weil eine solche für anachronistisch gehalten wird. In materiell-rechtlicher Hinsicht ist für die rechtshistorische Forschung die lex Puteolana insoweit noch von Bedeutung, als sie Aufschluss und Auskunft über die römische Strafgerichtsbarkeit gibt, die verschiedenen Strafarten (multa) und das Sanktionswesen Kreuzigung in den italischen Gemeinden.
Die Gesetze geben zudem Einblick in die Jurisdiktion der Stadtgemeinden und zur Anwendung des Formularprozesses auf italischem Terrain.